# Les Profondeurs de la Terre
Les Profondeurs de la Terre (titre original : Downward to the Earth) est un roman  de science-fiction, planet opera, de l'écrivain américain Robert Silverberg publié aux États-Unis en 1970 et en France en 1973.
Les Profondeurs de la Terre a été publié au préalable dans le magazine Galaxy Science Fiction en quatre parties, à partir de novembre 1969.

## Synopsis
Le roman se déroule en 2248, sur la planète Belzagor, anciennement colonisée par les humains, mais indépendante depuis 10 ans. Pendant la colonisation, la planète était administrée par la Compagnie qui en extrayait les richesses pour les ramener sur Terre.
Belzagor est peuplée de deux races d'êtres intelligents :
- les « nildoror » (« nildor » au singulier), ressemblant à des éléphants, intelligents, sensibles et tolérants ;
- les « sulidoror » (« sulidor » au singulier), grands humanoïdes velus, vivant dans le Pays des Brumes.

À l'époque de la colonisation, les « nildoror » étaient utilisés comme main-d'œuvre gratuite au profit de la Compagnie. 
L'indépendance a laissé la planète aux « nildoror », il ne reste qu'une centaine d'humains, qui vivent dans ce monde tropical post-colonial, ainsi qu'une dizaine de touristes fortunés à la recherche de dépaysement. 
L'ancien administrateur de la Compagnie, Edmund Gundersen, revient sur Belzagor, pour retrouver son passé et participer à la mystérieuse cérémonie de la Renaissance dans le Pays des Brumes.

## Personnages
- Edmund Gundersen : il fut l'administrateur terrien de la planète Belzagor pendant de nombreuses années, jusqu'au moment de son indépendance, qui entraîna son départ. Il y revient dans l'espoir de racheter ses actions passées.
- Van Beneker : ancien employé de la compagnie, devenu guide pour touristes après l'indépendance.
- Jeff Kurtz : ancien responsable du Poste des Serpents à l'époque de la compagnie.
- Seena Kurtz : ex-maîtresse de Gundersen, restée sur Belzagor, elle a ensuite épousé Kurtz.
- Cedric Cullen : ancien employé de la compagnie ayant fui au Pays des Brumes
- Srin'gahar : Nildor de première naissance.
- Vol'himyor : Nildor de septième naissance.

## Adaptations
En 2017, ce roman est adapté en bande dessinée par Philippe Thirault et dessiné par Laura Zuccheri sous le titre Retour sur Belzagor.